# 張德成 (皮影戲藝師)
張德成（1920年—1995年），皮影戲藝師，臺灣觀音山東華皮影劇團第五任承接者，文建會第一屆民族藝術薪傳獎得主、教育部頒發第一屆重要民族藝師獎。

## 生平
出生於高雄大社區的皮影戲世家，8歲開始隨團演出，12歲投入皮影戲偶的製作工作，21歲成為主演。其後，他承接父親張叫志業，成為觀音山東華皮影劇團第五任團長，將原團名東華皮戲團，更名為觀音山東華皮影劇團（或稱東華皮影劇團）。他在1952年到日本演出3個月，是首位去至臺灣以外地區演出的藝人。在亞洲學會策劃下，1972年前往美國各大學演出2個半月，計連續演出64場。
張德成不僅是操偶師，亦對皮影戲做了創新與改良。他創新話本，融入時事與民間傳說混編新劇演出。1946年，張德成以新作《轟炸東京》的戲碼，在高雄漁市普渡拚場中，贏得錦旗。他將傳統影偶身長，從一尺（30多公分）提升至二尺（50多公分）高。改變影偶造型，將原側邊單目的五分臉，變更為半側面雙目的七分臉，增加影偶體態的視覺感。影窗自原五尺增為七尺長，窗高自原五尺增至七尺，影窗邊繪製廟宇式的佈景。燈光方面將傳統紅、綠、黑三色再新增橙、藍、紫等色。
張德成亦從事皮影戲推廣。1982年5月，為延續與保存皮影藝術，張德成展開皮影教學工作，教導高雄的國小教師雕製皮偶技巧，讓老師能把此技術列為美勞課程。1985年擔任「中國傳統技術-皮影戲研習會」的皮影講師工作。同年，獲得文建會舉辦的第一屆民族藝術薪傳獎「個人薪傳獎」。
他將衣缽傳承給三子張榑國後，仍持續傳習及整理早期劇本的工作。他在1988年獲教育部遴選為民族藝師，展開技藝傳授工作，執行經費由教育部負責，高雄縣立文化中心則協助傳統藝術推廣活動。1989年，獲得教育部頒發第一屆重要民族藝師獎，並獲教育部出版全台首部為藝師出版的生命史「重要民族藝術藝師生命史─皮影戲張德成藝師」。張德成中風後，他將早期只有大綱，唱詞不完整的劇本，重新抄錄及整理，加以修補裝訂，處理過的手抄本計有五百多本。

## 外部連結
- 台灣皮影戲簡介